# Arenys de Munt
Arenys de Munt és un municipi de la comarca del Maresme, Catalunya. Té una superfície de 21,3 km² i limita amb: Vallgorguina, Sant Iscle de Vallalta, Canet de Mar, Arenys de Mar, Sant Vicenç de Montalt i Dosrius.

## Història
La primera menció d'Arenys de Munt és de la parròquia de Sant Martí d'Arenys en un precepte del rei franc Lluís el Tartamut donat el 878 al bisbe Frodoí de Barcelona on aquest rebia diferents concessions. Formava part del bisbat de Girona. El 998 apareix per primera vegada el topònim Arenys (Arennis), referit als sorrals de la riera. El lloc formava part del terme jurisdiccional del castell de Montpalau (Pineda de Mar), que acabà dins del vescomtat de Cabrera. Des del segle xi fins al 1813, els Tries (substituïts el segle xvi pels Jalpí) van ser els alcaldes d'Arenys, gràcies al vescomte. El 1514 es comença la construcció de l'actual campanar de l'església de Sant Martí d'Arenys, que s'acaba el 1518. El 1540 s'enderroca l'antic edifici de l'església i es construeix l'actual.
El 1574, els habitants del barri marítim d'Arenys van demanar al bisbe de Girona de tenir una església pròpia, cosa que fou concedida el 1575, donant lloc a l'església de Santa Maria d'Arenys. El 1599, els Montcada, senyors del vescomtat de Cabrera, van donar permís als habitants d'aquest barri de tenir consell municipal propi, donant lloc a Arenys de Mar.
Sant Martí d'Arenys va tenir una participació destacada a la Guerra del Francès, entre altres coses per la situació geogràfica (el massís del Montnegre) i pels vincles familiars que hi tenia el general Francesc Milans del Bosch. Entre d'altres, cal destacar l'aturada de l'intent del setge a la ciutat de Girona l'any 1808 de tropes que venien de Barcelona,o l'assalt a un comboi imperial que anava cap a Hostalric el 1809. Les represàlies dels francesos, amb detencions i saquejos, van causar estralls a la població.
Durant el segle xviii el poble va patir un augment exponencial de població (585h el 1717, 1.420h el 1787, 3.305h el 1850), que es va estancar a causa de la crisi de la fil·loxera i l'atractiu de zones més industrialitzades. De fet, l'agricultura, per mitjà del conreu de la maduixa, els cirerers i la vinya, ha estat l'activitat tradicional bàsica, que s'ha anat substituint per la indústria, originalment sorgida de la manufactura de les puntes de coixí, que va acabar per desenvolupar una important indústria tèxtil pel poble durant el segle xix, especialment de producció de tovalloles. A partir dels anys 1950 la indústria es va diversificar i a més de les tovalloles, es troben també d'altres fàbriques dedicades a la producció de teixits estrets, tints o licors, per exemple. Aquesta reindustrialització va permetre que el poble continués creixent en nombre d'habitants (el 1970 va superar els 4.000 habitants). Més recentment, el fenomen residencial ha permès que el municipi arribés a superar els 8.000 habitants.
Arenys de Munt ha adquirit transcendència i notorietat en la política catalana per ser l'origen de les Consultes sobre la independència de Catalunya, amb la celebració de la primera consulta, el 13 de setembre de 2009.
El 13 de setembre del 2012, Arenys de Munt es va proclamar Territori Català Lliure.

## Geografia
- Llista de topònims d'Arenys de Munt (Orografia: muntanyes, serres, collades, indrets..; hidrografia: rius, fonts...; edificis: cases, masies, esglésies, etc).

Està situat a la zona interior de la comarca, limitant amb el Vallès Oriental. Mostra un relleu molt accidentat a causa de la presència de les serres del Montnegre i del Corredor. La Riera d'Arenys o de Sobirans és l'eix vertebrador i dona caràcter al poble; les rieres de Sant Pol i de Caldetes travessen el terme municipal.
La flora que hi predomina són els pinars, els castanyers, i les alzines.
|                        | Vallgorguina  | Sant Iscle de Vallalta |
| Dosrius                |               |                        |
| Sant Vicenç de Montalt | Arenys de Mar | Canet de Mar           |

El municipi d'Arenys de Munt inclou les següents entitats de població:
| Entitat de població  | Habitants (2023) |
| Arenys de Munt       | 7.611            |
| la Creueta           | 322              |
| Arenys Residencial   | 264              |
| els Tres Turons      | 231              |
| Can Gelpí            | 223              |
| Collsacreu           | 181              |
| Santa Rosa dels Pins | 106              |
| Sobirans             | 75               |
| el Barri del Migdia  | 73               |
| Aiguaviva            | 69               |
| Barri Orient         | 62               |
| Barri Nord           | 56               |
| Torrent d'en Puig    | 49               |
| Torrentbò            | 48               |
| Barri Ponent         | 23               |
| Vallvidrera          | 12               |
| Can Sagrera          | 8                |
| Font: Idescat        |                  |

Sobirans és un barri que es troba a la vall que integren el turó de Ca l'Amar i Collsacreu. A Sobirans hi neix la riera d'Arenys de Munt, que és coneguda arreu del país per les seves rierades. També a Sobirans s'hi troba una reproducció de la gruta del santuari de Lorda enmig d'un parc habilitat com a lloc d'esbarjo i per menjar a l'aire lliure.

## Economia
L'economia del municipi es basa en el sector de serveis, i en menor mesura en la indústria.
L'agricultura tradicional hi era la vinya, tot i que ara ja gairebé no queda gaire viticultura, però sobretot el conreu de cirerers (varietat cirerer d'en Roca) i de les maduixes i maduixots del Maresme.
Durant la primera meitat del segle xx i fins a la crisi del tèxtil als anys setanta del segle xx van existir a Arenys de Munt, com a molts altres indrets del Maresme, nombroses fàbriques tèxtils, sobretot especialitzades en la producció de tovalloles (Grober, Culubret, Fontbona, Solgers...)
Les destil·leries Enric Lladó d'Arenys de Munt produïren un famós anís anomenat Anís del Tigre i també el Licor Sant Jordi. Part del renom de l'Anís del Tigre prové pel plet que sostingué amb l'Anís del Mono a causa del disseny de les respectives etiquetes. L'anís del Tigre va ser capdavanter quant a estratègies publicitàriesː fins i tot té dedicada una sardana, composta per Josep Aguiló i de Blasco. El 1947 la familia Soler, que ja produïa destil·lats a Arenys de Munt, va incorporar la marca Licores Sorel, que manté la seva activitat.
Els dilluns se celebra el mercat setmanal.

## Demografia
| 1497 f | 1515 f | 1553 f | 1717 | 1787  | 1857  | 1877  | 1887  | 1900  | 1910  |
| ------ | ------ | ------ | ---- | ----- | ----- | ----- | ----- | ----- | ----- |
| 49     | -      | -      | 585  | 1.420 | 3.079 | 3.176 | 2.998 | 3.003 | 3.095 |

| 1920  | 1930  | 1940  | 1950  | 1960  | 1970  | 1981  | 1990  | 1992  | 1994  |
| ----- | ----- | ----- | ----- | ----- | ----- | ----- | ----- | ----- | ----- |
| 3.010 | 3.232 | 3.004 | 3.066 | 3.423 | 4.023 | 4.648 | 4.847 | 4.791 | 4.791 |

| 1996  | 1998  | 2000  | 2002  | 2004  | 2006  | 2008  | 2010  | 2012  | 2014  |
| ----- | ----- | ----- | ----- | ----- | ----- | ----- | ----- | ----- | ----- |
| 5.483 | 5.759 | 6.242 | 6.827 | 7.190 | 7.721 | 8.023 | 8.335 | 8.530 | 8.654 |

| 2016  | 2018  | 2020  | 2022  | 2024  | 2026 | 2028 | 2030 | 2032 | 2034 |
| ----- | ----- | ----- | ----- | ----- | ---- | ---- | ---- | ---- | ---- |
| 8.638 | 8.838 | 9.121 | 9.278 | 9.458 | -    | -    | -    | -    | -    |

## Política i administració
Resultat de les eleccions municipals de 2015:
| Partit                | Vots           | Regidors |
| --------------------- | -------------- | -------- |
| ERC                   | 1.335 (36,57%) | 5        |
| CiU                   | 806 (22,08%)   | 3        |
| CUP-PA                | 719 (19,69%)   | 3        |
| PSC-CP                | 318 (8,71%)    | 1        |
| PP                    | 222 (6,08%)    | 1        |
| Arenys de Munt 2000-E | 164 (4,49%)    | 0        |

Josep Sànchez i Camps (ERC) és l'actual alcalde.

## Esports

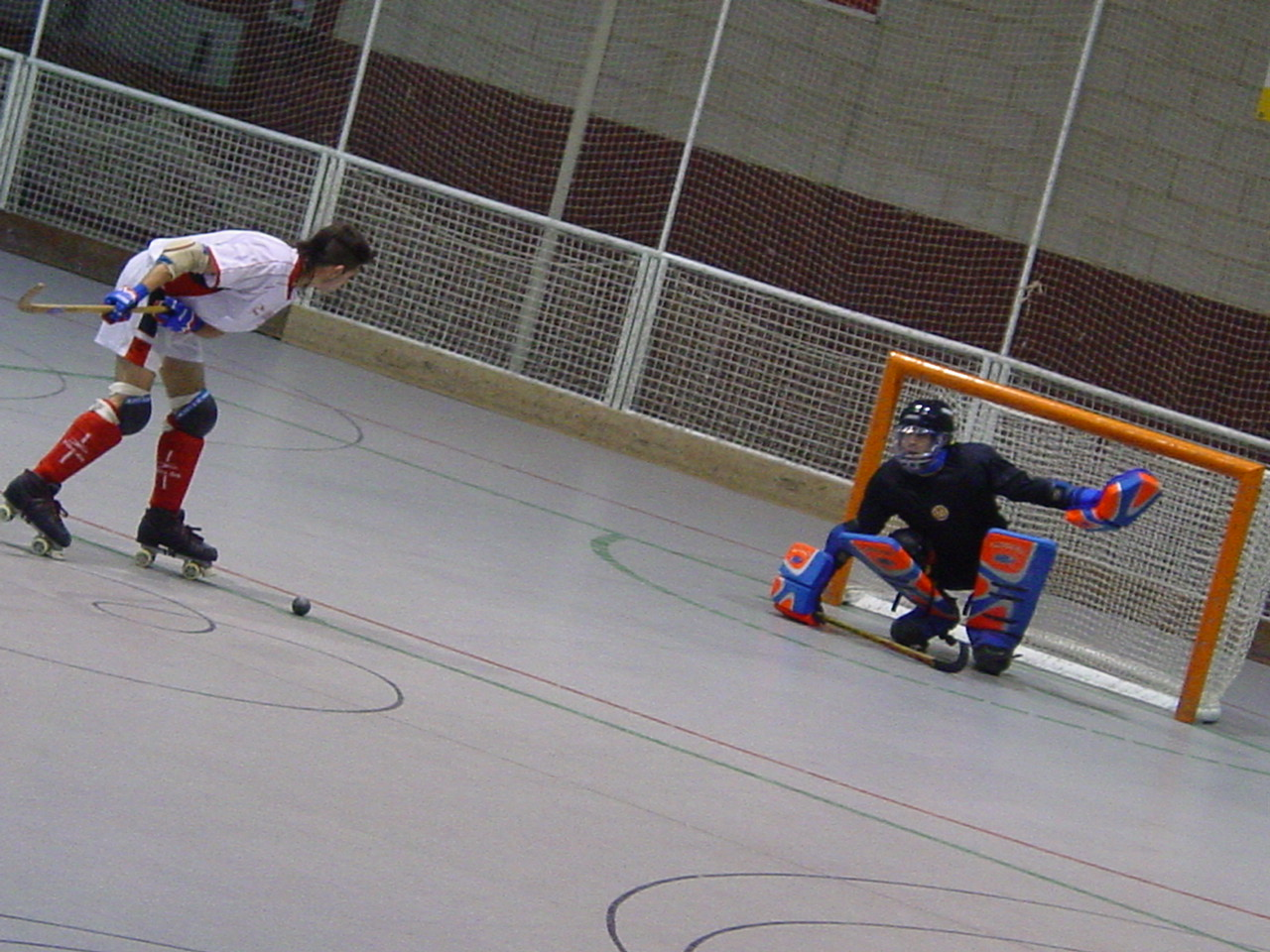
Partit d'hoquei al Centre d'Esports

L'hoquei sobre patins és un esport molt arrelat a la vila. La Secció d'hoquei patins del Centre d'Esports Arenys de Munt es va fundar l'any 1960. L'inici de l'hoquei sobre patins a Arenys de Munt es relaciona amb la inauguració de la Pista Poliesportiva (sant Martí, 1959). L'obertura va anar a càrrec de l'expresident del Comitè Olímpic Internacional (COI), Joan Antoni Samaranch. Obtenir aquesta instal·lació no va ser fàcil, com que era menester una ajuda de l'àrea d'esports de la Diputació de Barcelona per poder construir-la, que finalment va arribar per la inestimable intervenció del covilatà Manel Roig i Serra.
El primer president del club fou el Julio Calderero i l'entitat va quedar enquadrada dins la secció estatal Educación y Descanso. Aquesta ubicació s'explica pel context de l'època: dictadura franquista. De seguida, es va confegir un primer grup de jugadors. Aquest estava format per: Burch, Graupera, Pujadas, Rucarols i Torras. Tots entenien l'hoquei com a activitat de lleure, on el més important no era competir sinó el fet d'anar plegats a patinar. Entre els anys 1961-62, i ja vinculats a nivell federatiu, se celebra el primer partit oficial competitiu en un desplaçament contra la Santboiana.
De mica en mica, l'esport de l'estic comença a agafar més volada i es va introduint progressivament entre la gent del poble. Així doncs, arribem a l'any 1967 quan recull la presidència Antoni Soler. Aquest encapçalament és clau per a entendre la dècada daurada del club.
Després d'anys d'escalar diferents categories, a la temporada 1966-67 l'equip sènior ja assoleix per primera vegada l'ascens a Primera Divisió (el que avui es coneix com a Divisió d'Honor). Aquell equip era dirigit per l'entrenador-jugador Lorente. En anys successius, i encara formant part de l'elit, l'equip fins i tot guanya quatre vegades campió d'Europa (Reus Deportiu) i també a l'amplament guardonat campió d'Espanya (Club Patí Voltregà). Paral·lelament a això, l'entitat creix per sota. Es treballa fort per a aglutinar una base sòlida, formada per joves arenyencs, els quals són responsables directes d'aquests nous conjunts, com també dels èxits d'un futur.
Seguint la cronologia, un altre punt a considerar és la creació del Torneig de la Puntaire (temporada 1971/72). En aquesta primera edició, el campió fou el Cerdanyola Club Hoquei.
El camí ja era imparable. Així, el primer equip -període 1972/73- arriba a assolir un meritori tercer lloc en la màxima categoria. Òbviament, aquestes fites van exigir incorporar jugadors forans que completessin la plantilla. Noms il·lustres com: Josep Cort, Joan Edo, Joan Freixas, Víctor Gasulla, Paco Meya, Federic Olivella, Tino Rodon i Antoni Rodríguez.
Però sens dubte, la pàgina més gloriosa de l'entitat va ser el subcampionat en la Recopa d'Europa (temporada 1976/77). En el seu concurs van eliminar equips com el Club Hockey Sunday’s Vanstahl (Bélgica) i el potent Hockey Novara (Itàlia). La final perduda (anada-casa: 4-2 i tornada-fora 4-2; per tant, el vencedor es va haver de decidir als penals) es va disputar contra l'equip portuguès de l'AD Oeiras.
Un altre salt qualitatiu va ser la construcció del Pavelló Poliesportiu de 1979 a 1980. Per dissort, aquella mateixa temporada l'equip també perd la categoria i baixa a Primera Divisió Nacional. Malgrat aquesta desil·lusió, en la següent campanya (1980-1981) retorna, de nou a l'esplendor. Fet que coincideix amb la retirada d'un jugador històric i carismàtic com pocs: Joan Edo i Pruja. Davant aquest anunci, el club decideix organitzar un partit d'homenatge a la seva persona. L'equip del segon ascens l'integraven: Carles Cumalat, Miquel Galofré, Robert Martori, Pere Mercader, Joan Molina, Manel Moliner, Lluís Muns, Martí Roca, Miquel Umbert i Josep Verdura.
En el transcurs de 1981-1982, l'equip torna a perdre la categoria d'or i s'enceta un temps, on el mirall de la mainada es belluga entre la Federació Espanyola de Patinatge (primera divisió Nacional) i la Federació Catalana de Patinatge (Primera Catalana).

OK Lliga

Arribats ja a una actualitat més propera (període 1996-97), cal ressaltar, i despés de 15 anys, el tercer ascens a Divisió d'Honor. El grup també es caracteritzava per ser bàsicament jovent de la casa: Frederic Andreu, Joan Maria Dotras, Gaspar Joseph, Jordi Roca, Jordi Pedrós i Guillermo Domínguez. Fins i tot, el gruix va augmentar amb l'arribada de Marc Comalat per afrontar el repte de la nova aspiració (1997/98). Tot i això, l'objectiu de mantenir la categoria no s'aconsegueix.
I sobre tot farem esment a l'equip femení, formació que amb pocs anys i molt mèrit ha estat la més distingida d'un temps ençà. En el seu sarró i consten diversos campionats de Catalunya (1998/99 i 2001/02) i d'Espanya (1998/99 i 2003/04).
Reconeixement que ha provocat –per alguna d'elles– també ostentar diferents campionats d'Europa i del món a nivell de selecció. Han format part d'aquest equip al llarg de la seva història jugadores de talla internacional com són: Noemí Dulsat, Ester Artigas, Maria Majó, Tina Roca, Raquel Santiago, Alba Marín, Jana Verdura, Laia Salicrú, Maria Roca i altres.
El juvenil "a" de la Secció d'hoquei patins del Centre d'Esports Arenys de Munt actualment és campió d'Espanya i Europa. El primer equip acaba d'ascendir a l'OK Lliga, la primera divisió nacional del hoquei espanyol.

## Llocs d'interès
- Restes arqueològiques a Can Aiguaviva i de Can Catà de Dalt.
- L'església de Sant Martí d'Arenys, d'estil gòtic, on hi ha un retaule gòtic-renaixentista del segle xvi, obra de Pere Serafí i Joan de Tours.
- Les masies de Can Sala de Dalt, Can Borrell, Ca l'Arquer, Ca l'Amar de la Torre, Can Bellsolell, Can Maiol de la Torre, Can Corbera i la de can Rossell.
- El castell de Can Jalpí, el parc i el roure de Guernika.
- El Museu Municipal de Fauna Vertebrada Jordi Puigduví.[11]
- Tomba de l'escriptor Josep Maria Gironella al cementiri.
- Santuari de la Mare de Déu de Lorda, a l'indret de Sobirans.
- Escola Sant Martí, Can Rius i Can Pau Bernadó, obres de l'arquitecte Enric Catà (1937)

## Personatges cèlebres nascuts a Arenys de Munt
- Pere d'Arenys (1349 - 1419), teòleg.
- Daniel Brühl (1978), actor.[12][13]
- Oriol Mitjà i Villar (1980), metge i investigador.

## Personatges cèlebres vinculats a Arenys de Munt
- Pere d'Arenys
- Manolo Martínez Hugué
- Manuel Humbert i Esteve
- Enric Catà i Catà
- Domènec Perramon i Torrus
- Ramon Torroja i Valls
- Lluís Ferran de Pol
- Josep Maria Gironella
- José Artés de Arcos Marco
- Juan Goytisolo i Gay i José Agustín Goytisolo i Gay
- Francesc "Cesc" Fàbregas i Soler
- Pep Plaza

## Imatges

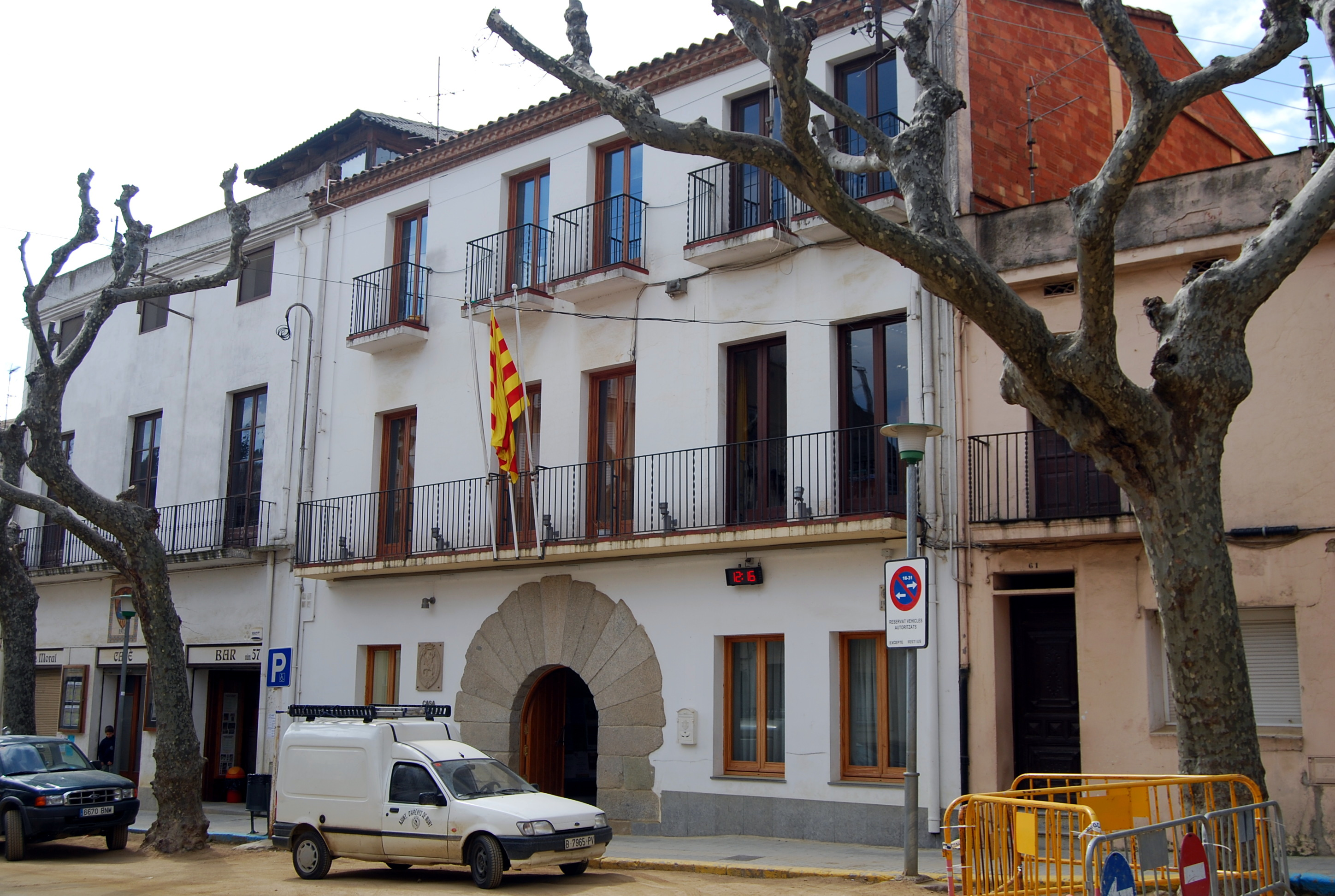
Ajuntament.
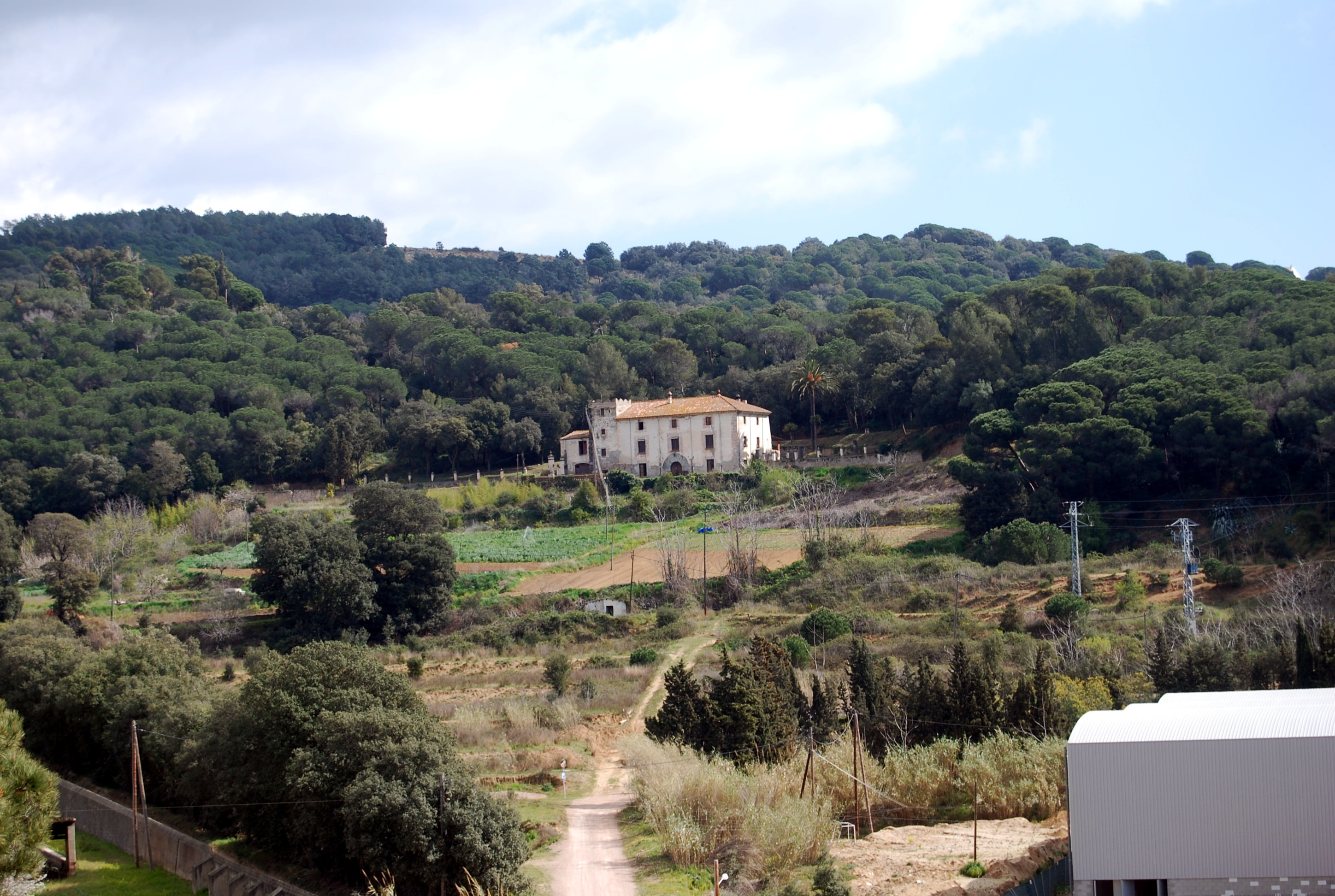
Ca l'Amar de la Torre.
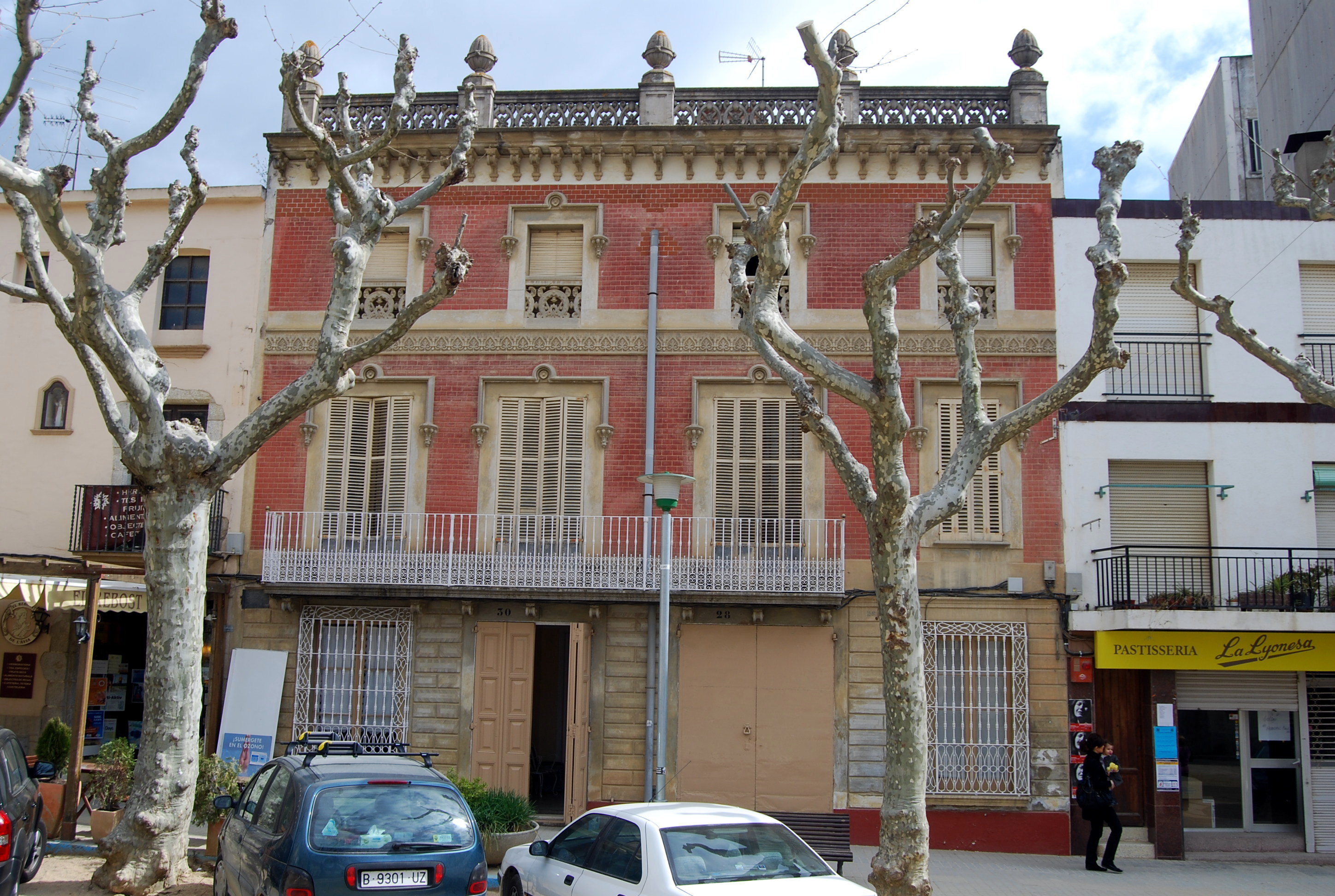
Can Corder.
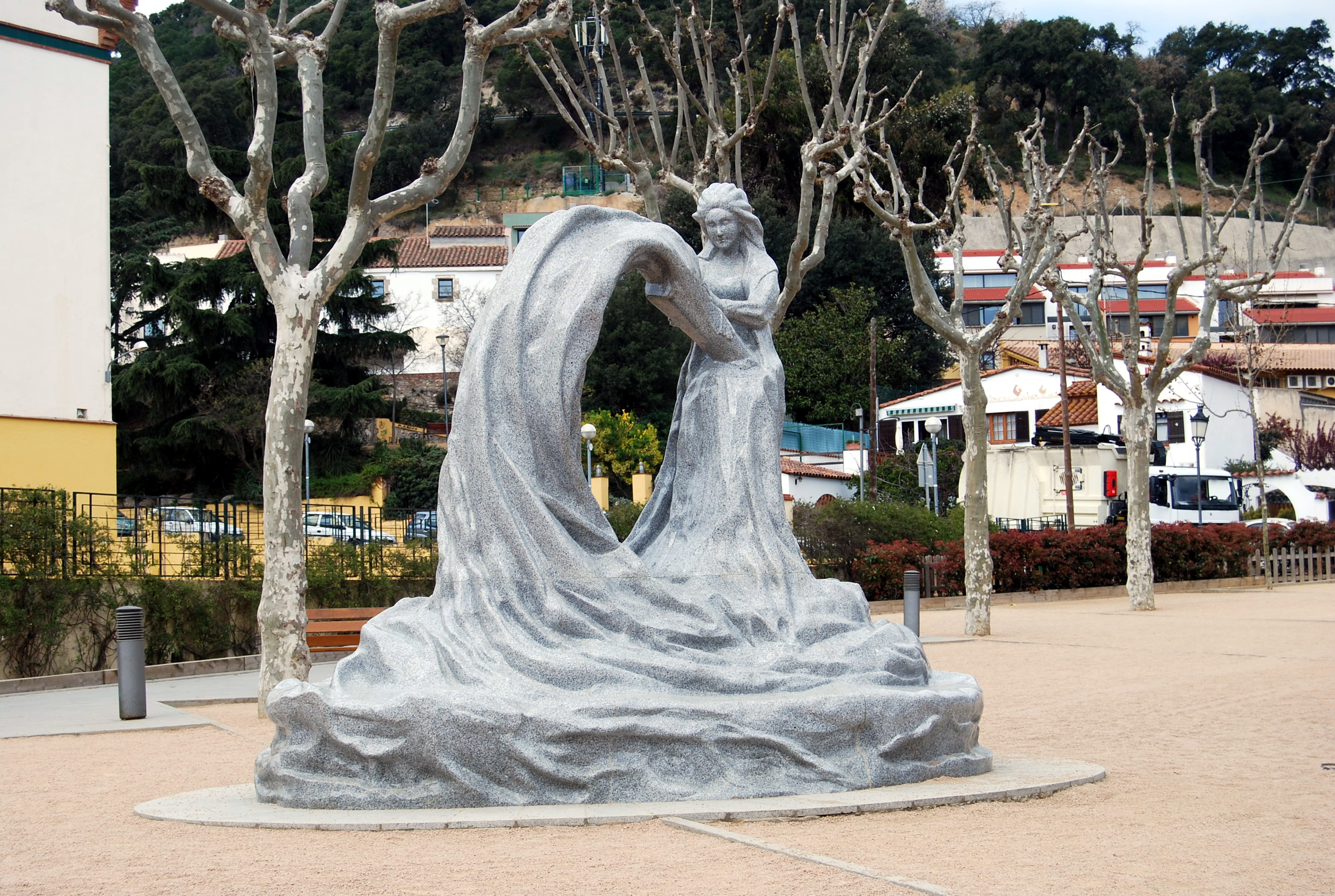
Monument a la Puntaire (2003).
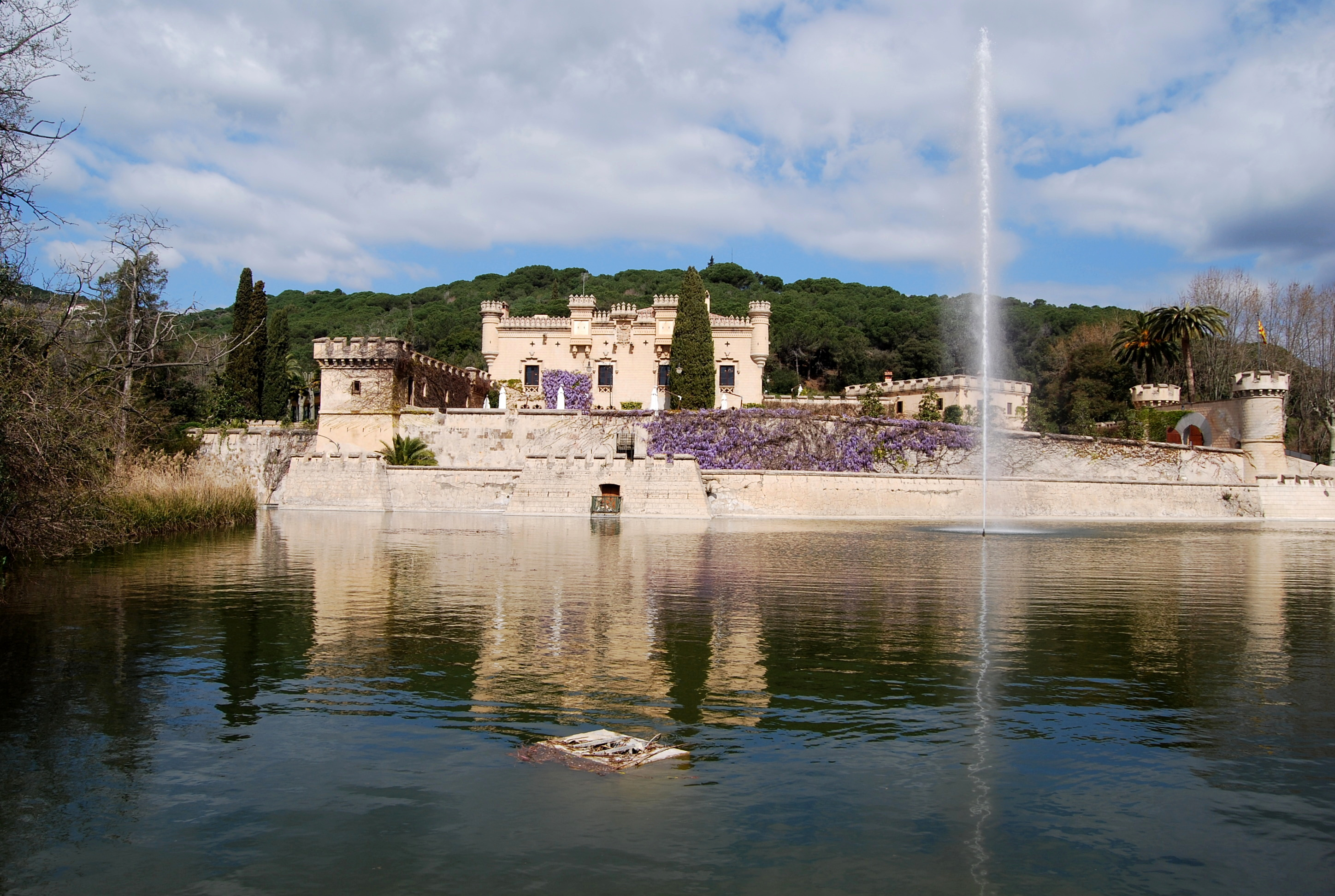
Can Jalpí.
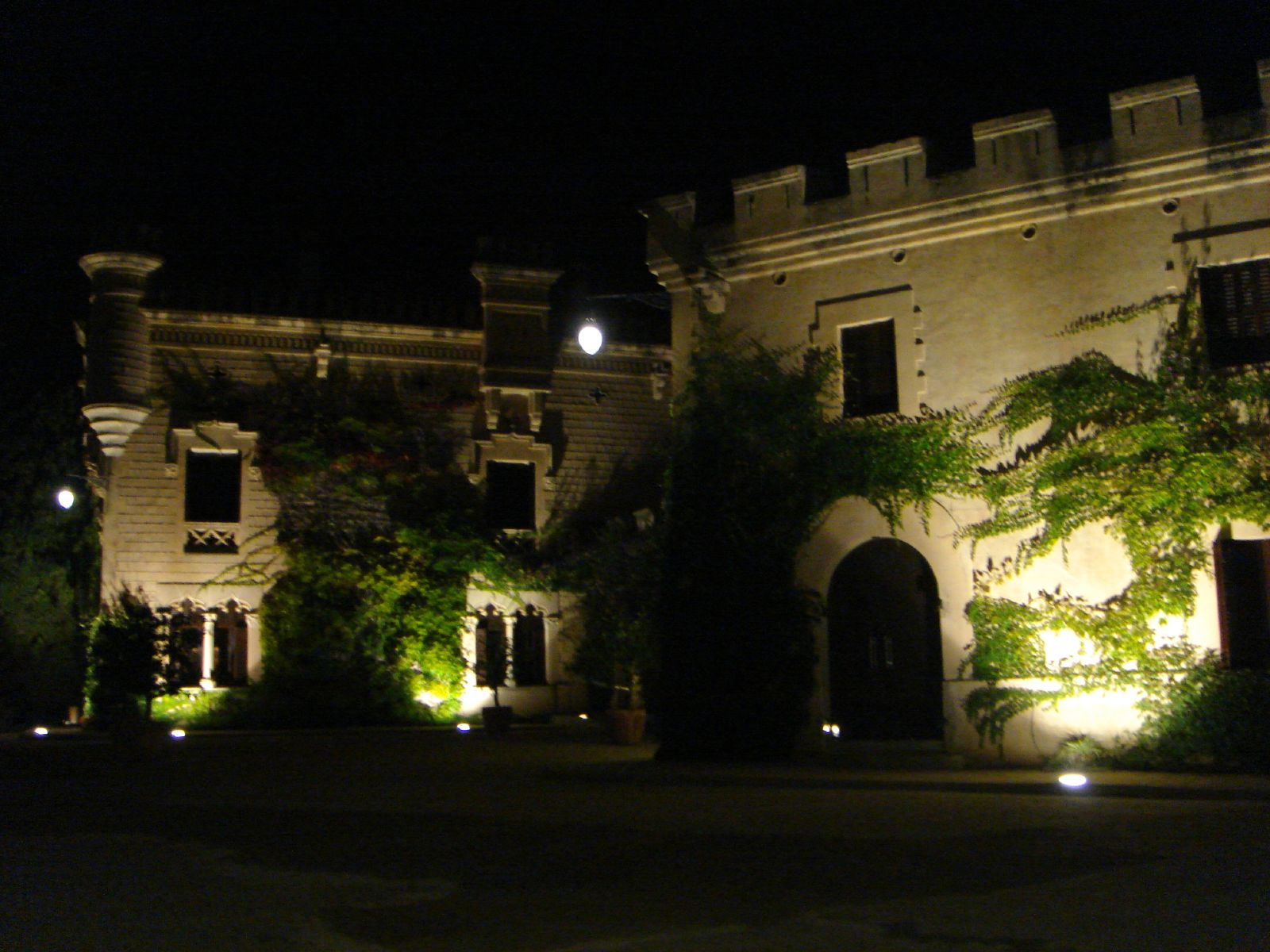
El Castell Jalpí, de nit.
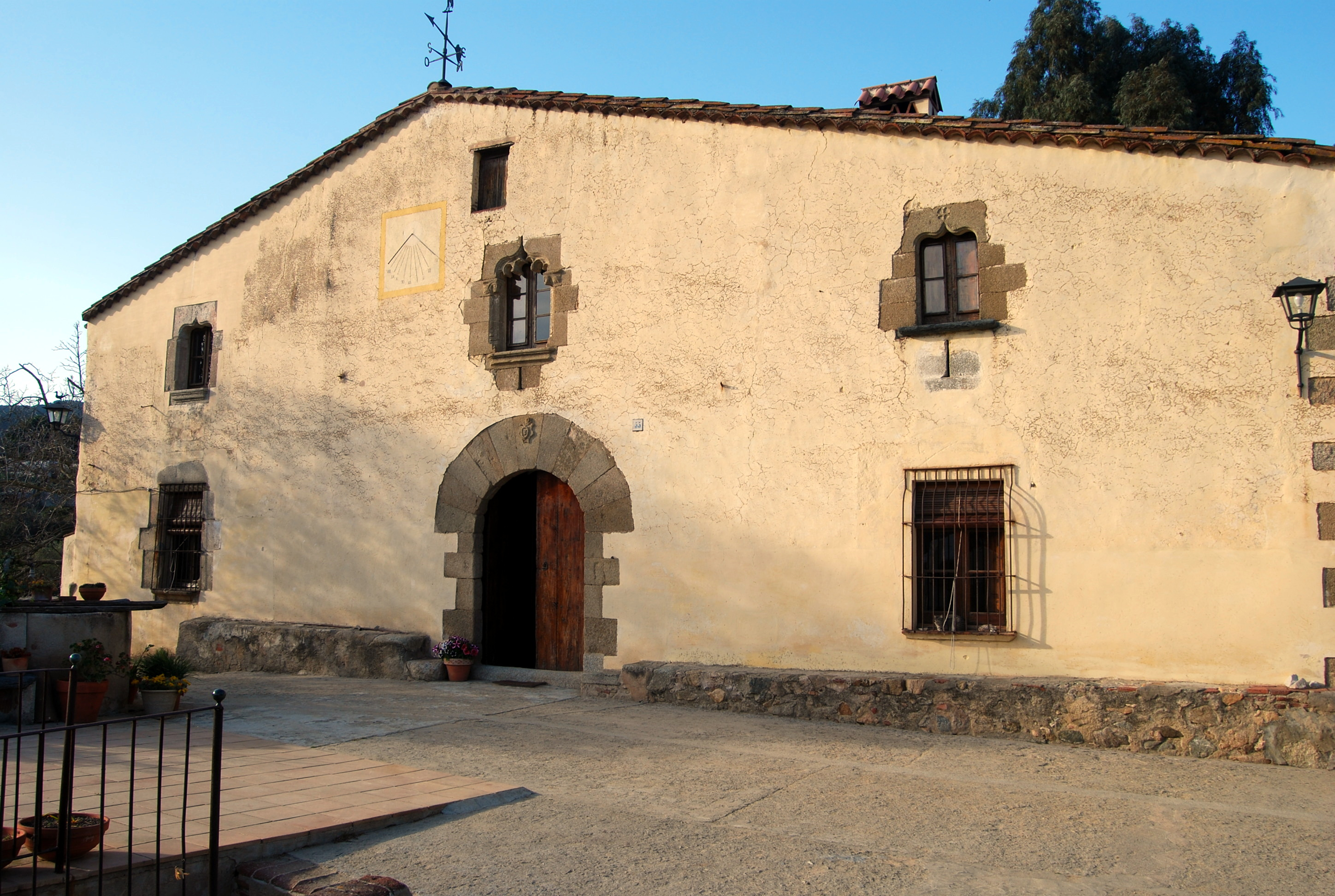
Can Rosell.
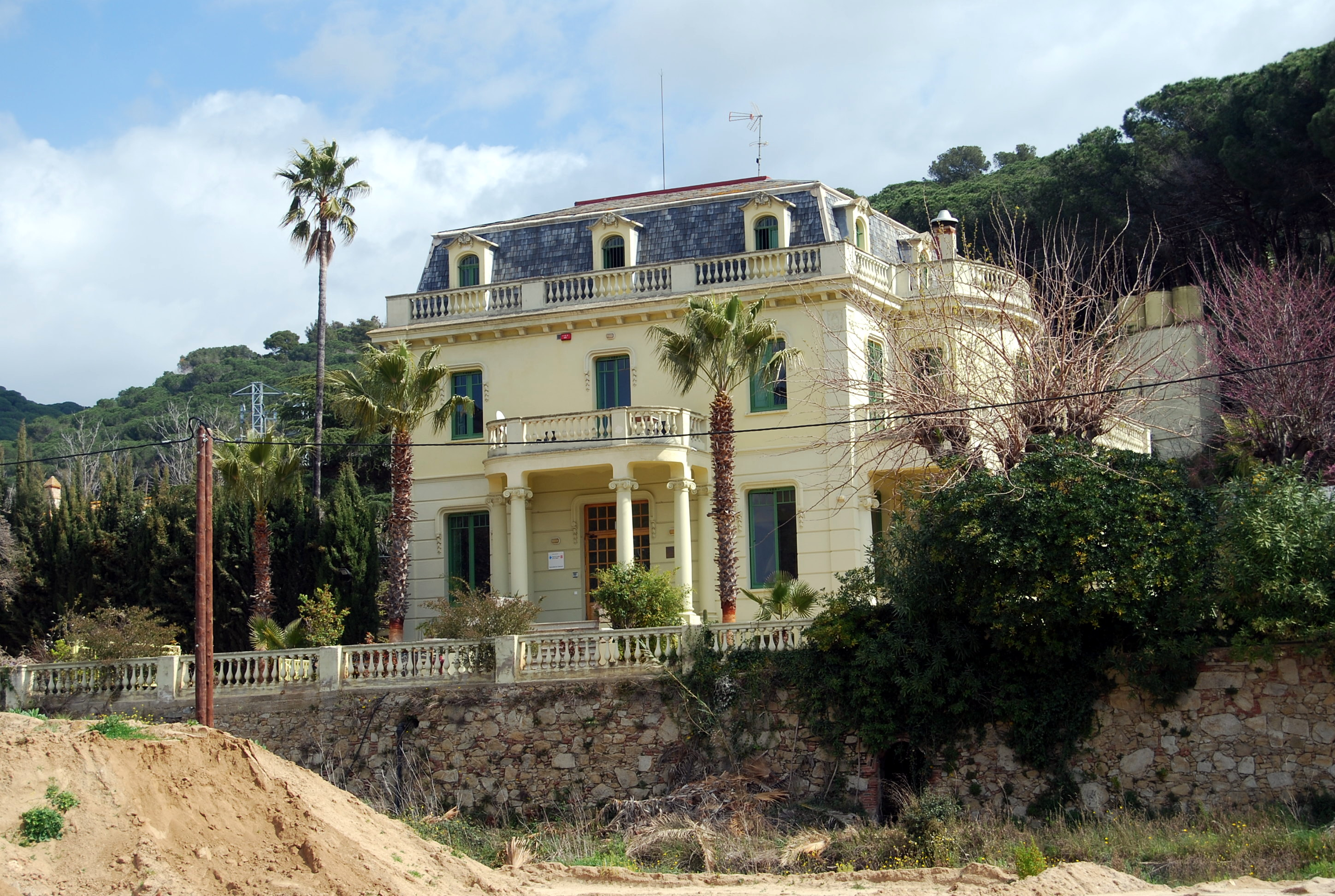
Can Zariquiey.
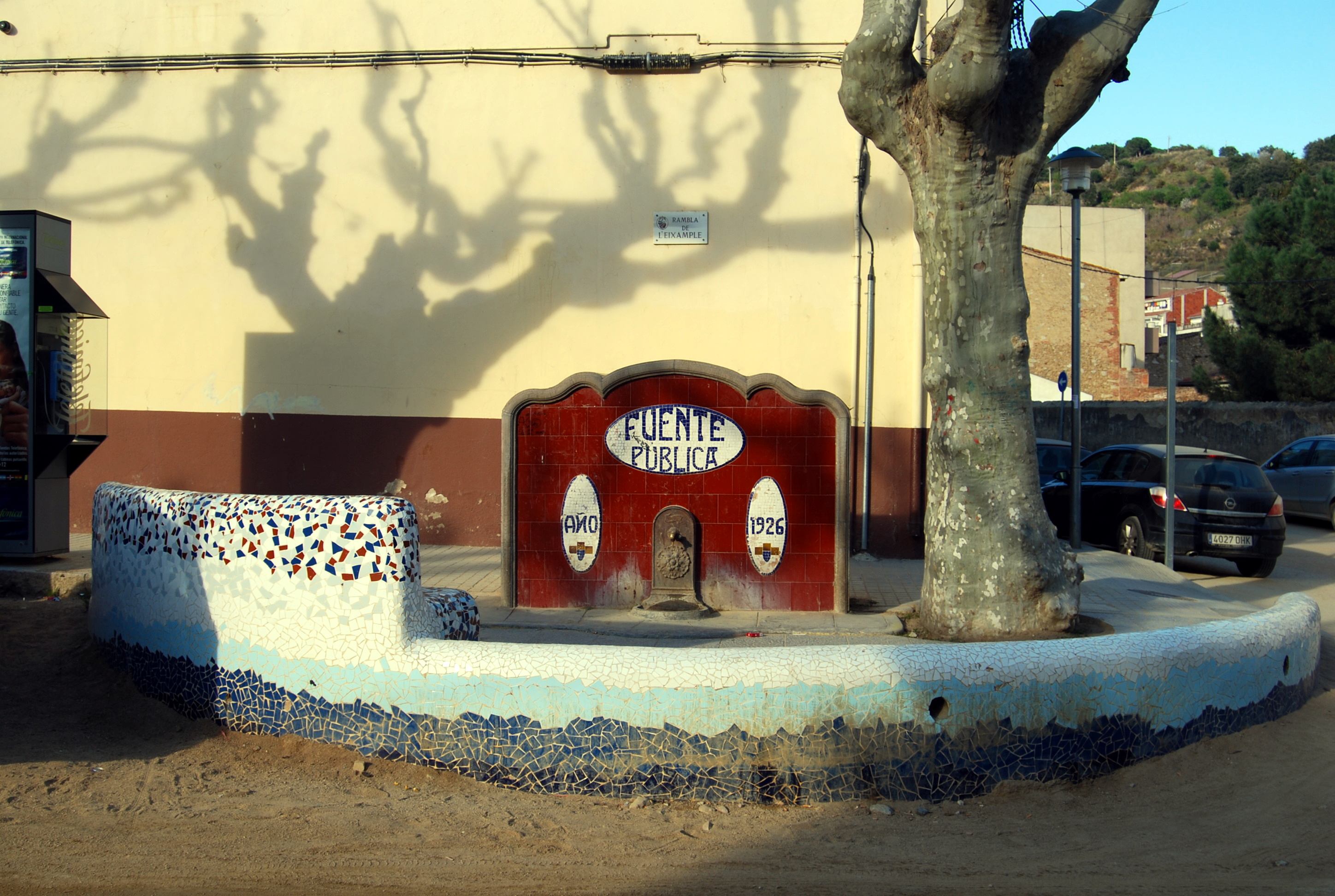
Font de la Rambla (1926).
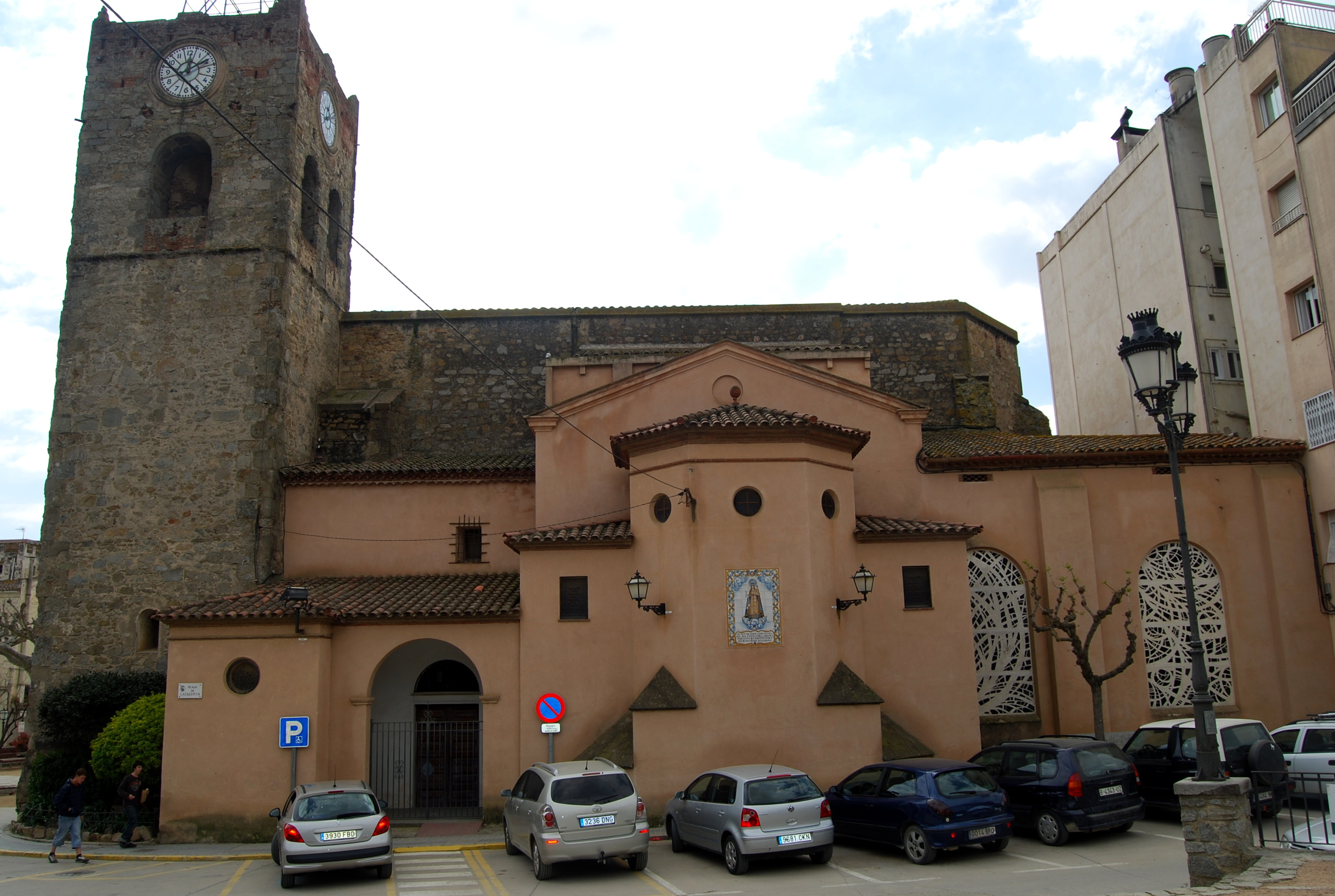
Parròquia de Sant Martí.
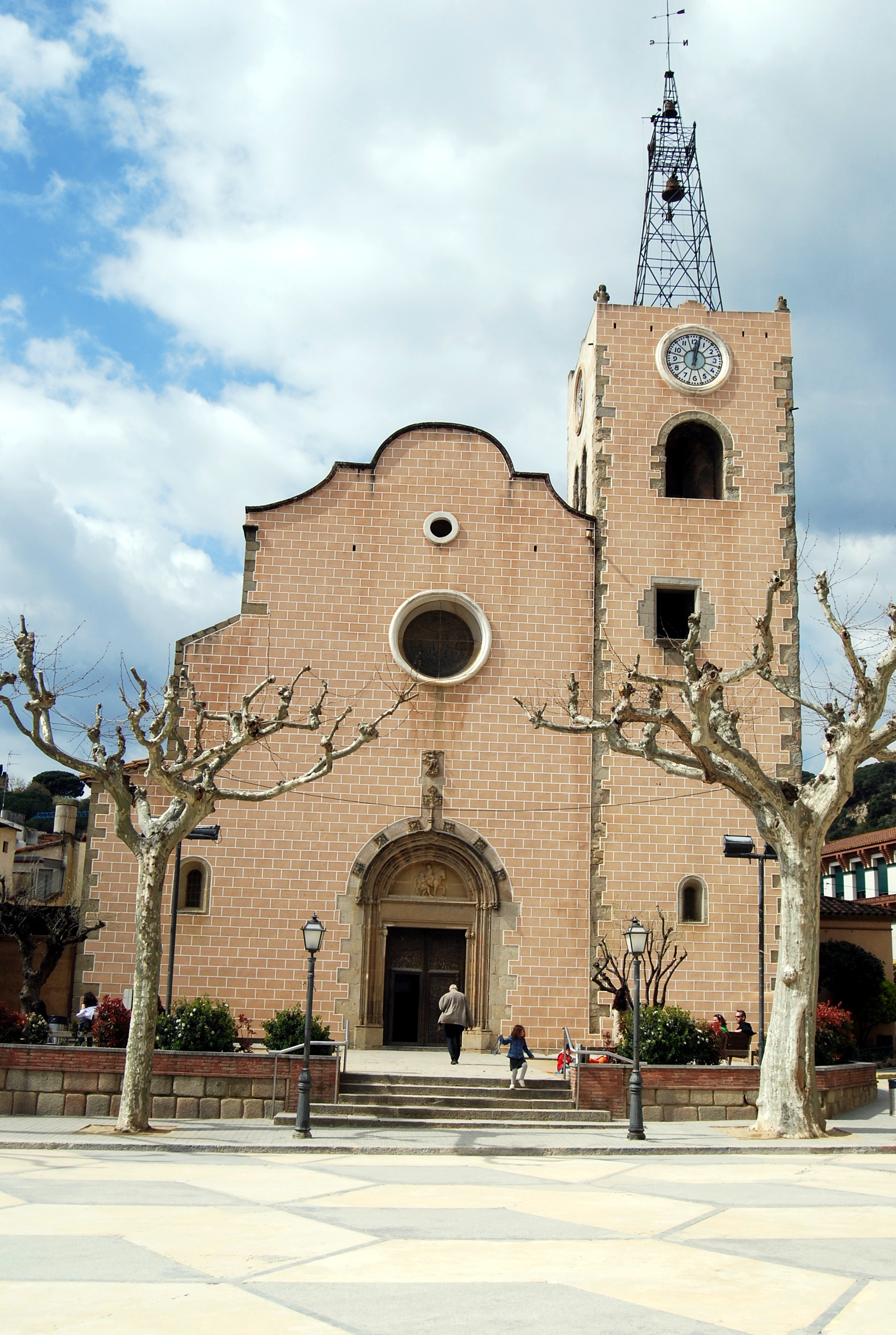
Parròquia de Sant Martí.
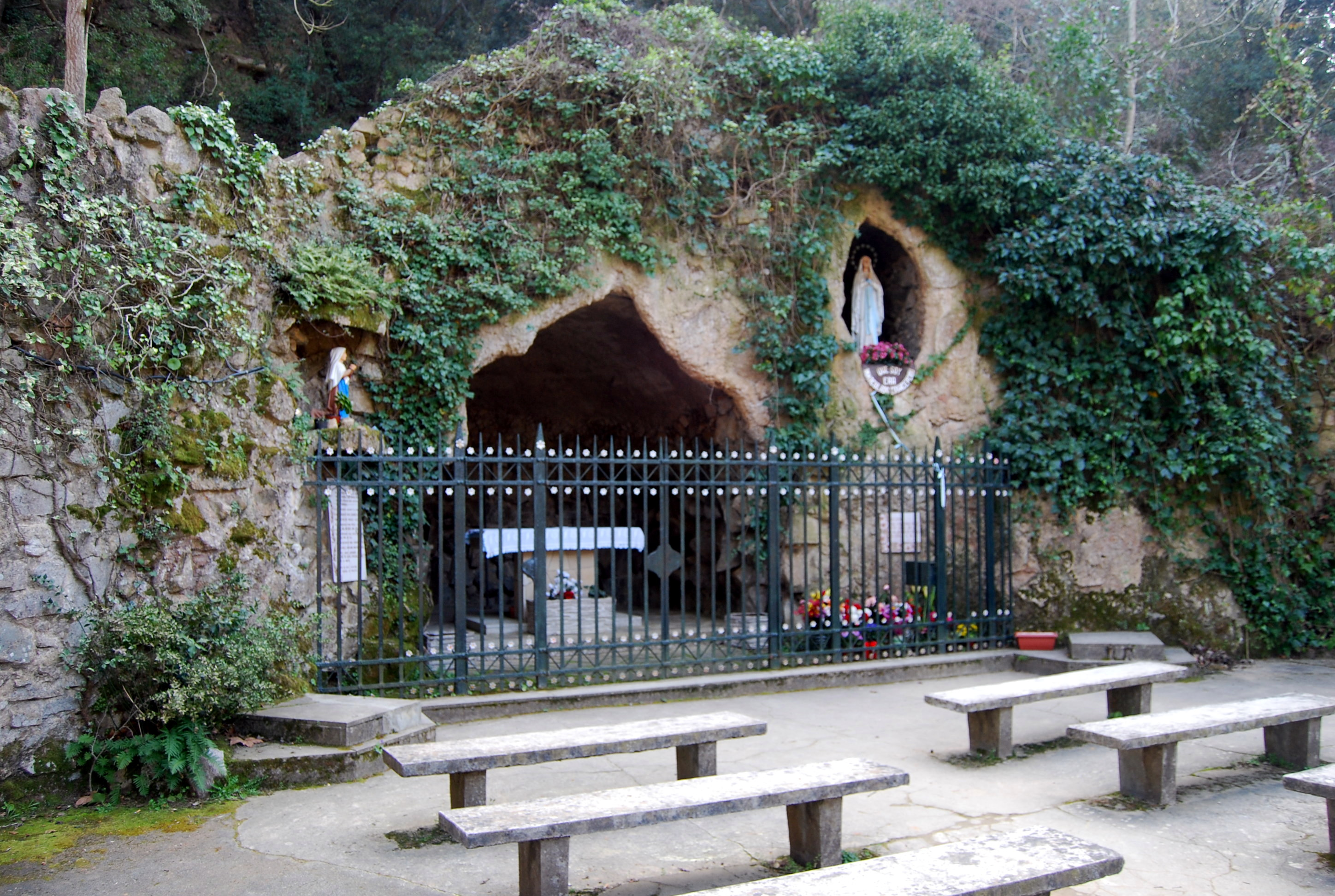
Santuari de la Verge de Lourdes.